# Памятник Адаму Мицкевичу (Новогрудок)
Памятник Адаму Мицкевичу (бел. Помнік Адаму Міцкевічу) — памятник в городе Новогрудке Гродненской области Белоруссии. Посвящён польскому поэту белорусского происхождения Адаму Мицкевичу, который вместе с Юлиушем Словацким и Зыгмунтом Красинским считается одним из родоначальников польского романтизма. Автором памятника является белорусский скульптор Валерьян Янушкевич.
Расположен по улице Малый Замок около Замковой горы в историческом центре города недалеко от Кургана Адама Мицкевича, Новогрудского замка, Фарного костёла, где был крещён Мицкевич, что вместе создаёт уникальный историко-культурный комплекс.
Ранее на месте памятника находилась стела с мозаичным портретом Адама Мицкевича, установленная в 1975 году (автор — В. Грек).
Торжественное открытие памятника состоялось 12 сентября 1992 года во время проведения Международного праздника в честь поэта. В торжественных мероприятиях в Новогрудке (включая открытие в тот же день обновлённого Дома-музея Адама Мицкевича) приняли участие заместитель министра культуры Республики Польша
Михал Ягелло и первый посол Республики Польша в Республике Беларусь Эльжбета Смулкова.
Памятник представляет собой фигуру молодого Мицкевича в полный рост с развевающимися волосами, в длинном плаще, одна из рук поэта слегка поднята вверх. Скульптура, выполненная в бронзе, установлена на полевом валуне, её высота составляет 3,1 м.
Памятник Адаму Мицкевичу в Новогрудке включён в Государственный список историко-культурных ценностей Республики Беларусь как историко-культурная ценность международного значения.